# Высоково (сельское поселение Сиземское)
Высоково — деревня в Шекснинском районе Вологодской области России. Входит в состав сельского поселения Сиземского, с точки зрения административно-территориального деления — в Чаромский сельсовет.

## География

### Географическое положение
Расстояние по автодороге до районного центра Шексны — 21 км, до центра муниципального образования Чаромского — 3 км. Ближайшие населённые пункты — Большой Игай, Копосиха, Ржаницыно.

## История
С 1 января 2006 года по 8 апреля 2009 года входила в Чаромское сельское поселение.

## Население
| 2010 |
| ---- |
| 3    |

По переписи 2002 года население — 3 человека.

## Инфраструктура
Личное подсобное хозяйство.

## Транспорт
Деревня доступна автотранспортом.